# Ardisia darienensis
Ardisia darienensis é uma espécie de planta da família Myrsinaceae. É endêmica do Panamá.